# Турбулятор
Турбулизатор или турболятор — устройство либо элемент конструкции для преобразования ламинарного потока некоторой среды (например, жидкости или газа) в турбулентный.

## Классификация
В зависимости от потребности в дополнительном источнике энергии для активации турбулентности, турбуляторы бывают активные и пассивные (например, пассивная турбина).

## Применение
- В авиации турбуляторы используются для улучшения аэродинамических характеристик крыла;
- В теплотехнике — для увеличения эффективности теплообмена путём разрушения или уменьшения пограничного слоя потока теплоносителя;
- В химической промышленности — для интенсификации перемешивания реагентов;
- В двигателях внутреннего сгорания — для интенсификации перемешивания топливно-воздушной смеси.